# Тарауака
Вижте пояснителната страница за други значения на Тарауака.
Тарауака е град – община в северозападната част на бразилския щат Акри. Общината е част от икономико-статистическия микрорегион Тарауака, мезорегион Вали ду Журуа. Населението на Тарауака към 2010 г. е 35 526 души, които живеят на територия от 15 533.43 кв. км. Градът е основан на 1 октомври 1907 г.
През Тарауака преминава река Тарауака – приток на река Журуа, чието име носи и градът.

## История
Тарауака е основан на мястото на каучукова плантация „Фос ду Муру“, при сливането на реките Тарауака и Муру. Официално селището е основано на 1 октомври 1907 от Антониу Антунис ди Аленкар. Получава автономност по силата на Федерален декрет № 9.831 от 23 октомври 1912, с което става община (град).
Тарауака е познат като земята на гигантския ананас. Тази разновидност на плода достига тегло от около 15 kg, факт който предизвиква възхищение сред посетителите и гостите на селището. Градът има сравнително добре изградена туристическа инфраструктура — има барове, хотели и ресторанти, където винаги могат да се намерят ястия приготвени на основата на риби от региона и други.

## География
Граничи на север с щата Амазонас; на юг с община Жордау; на изток с Фейжо; на запад с общините Крузейру ду Сул и Порту Валтер и на югозапад с Марешал Тауматургу. Тарауака е втората община в щата Акри с най-висока концентрация на индиански земи днес. Общо са осем територии, равняващи се на 9,8% от общата площ на общината. Индианските общности живеят разпределени в 30 селца, с население от около 1.639 души.
Тарауака се мие от водите на едноименната река, която през лятото, със спада на нивото ѝ, се откриват няколко километра плажове с фин бял пясък. Реката е една от опциите през уикендите за стотици хора, търсещи отмора и освежаване от силните горещини.
Площ
Територията на общината, вкл. градската част е 16.120,5 km², равняващи се на 35,40% от територията на микрорегиона и 10,53% от общата площ на щата, с което се нарежда на трето място по територия в Акри.
Население
По данни от 2010 г. населението възлиза на 35 526 жители (	2,28 д./km²).

## Икономика
Икономиката на Тарауака се основава предимно на земеделието, рибарството, търговията и добива на каучук и дървесина за износ. Разпределението по сектори е: услуги — 66,5%, селско стопанство — 24,7% и промишленост — 8,8%. В града има малки предприятия за производство на мебели, керамика и цимент. Основният дял от приходите на града се осигурява от обществените услуги, предоставяни от държавните органи на територията на общината. През последното десетилетие обаче се наблюдава тенденция към постепенно намаляване на дела на обществения сектор в икономиката на града.

## Инфраструктура
Тарауака има сравнително добре изградена инфраструктура, с пощенски клонове, банки (Brasil, Caixa и Amazonia), мобилна мрежа предоставена от няколко оператора, високоскоростен интернет, радио, един сателитен тв канал, медицински заведения и болница, както и една болница-кораб на Държавния департамент на здравеопазването, за по-труднодостъпните райони на общината.
Градът е доста изолиран поради лошото състояние на междущатската магистрала BR-364 в района. Повечето икономически дейности на Тарауака са със съседния град Фейжо, поради близостта им — на едва 48 км. Друг фактор е водния транспорт, който е сезонен и силно зависим от нивото на река Тарауака. Най-ефективният и може би основен начин за достъп е по въздуха; поради това летището на града заема трето място по въздушен трафик в щата.